# Бруклин-Сентер (Миннесота)
Бруклин-Сентер (англ. Brooklyn Center) — город в округе Хеннепин, штат Миннесота, США. Город находится на западном берегу реки Миссисипи к юго-востоку от Миннеаполиса. На площади 13,6 км² (20,6 км² — суша, 1 км² — вода), согласно переписи 2010 года, проживают 30 104 человека. Плотность населения составляет 1460,2 чел./км².  
Через город проходит межштатная автомагистраль I-94.
По данным переписи 2010 года население Бруклин-Сентер составляло 30 104 человека (из них 48,7 % мужчин и 51,3 % женщин), в городе было 10 756 домашних хозяйств и 7010 семей. Расовый состав: белые — 49,1 %, афроамериканцы — 25,9 %, коренные американцы — 0,8 %, азиаты — 14,3 % и представители двух и более рас — 4,4 %.